# Tolmerus novarensis
Tolmerus novarensis là một loài ruồi trong họ Asilidae. Tolmerus novarensis được Schiner miêu tả năm 1868. Loài này phân bố ở vùng Cổ Bắc giới.